# Турска ангора мачка
Турска ангора или ангорска мачка (тур. Ankara Kedisi) је веома стара полудугодлака раса домаће мачке, која потиче из централне Турске (Анкаре).
Раса је у 17. веку донета из Ангоре (данашње Анкаре) у Француску. Са изложби је потиснуо продор персијске мачке. 
Тело турске ангоре је дугачко, што је сличност са оријенталним расама. Длака је полудуга, са мало поддлаке, углавном је беле боје (друге су на изложбама непризнате). Очи могу бити жуте, плаве или разнобојне. Уши су смештене високо на глави, која је клинаста са мало заобљеним челом.
Ова раса је мирног темперамета, по чему је добила надимак аристократе међу мачкама.